# راغب مصطفى غلوش
راغب مصطفى غلوش (5 يوليو 1938 - 4 فبراير 2016)، قارئ قرآن مصري، وأحد أعلام القراء البارزين، من مواليد قرية برما، مدينة طنطا، محافظة الغربية.

## نشأته
ولد الشيخ راغب في يوم 5 يوليو 1938م بقرية برما، مدينة طنطا، محافظة الغربية، أراد والده أن يلحقه بالتعليم الأساسي ليكون موظفاً كبيراً، كما واظب على الذهاب إلى الكُتاب بعد انتهاء اليوم الدراسي.
أتم حفظ القرآن الكريم قبل سن العاشرة، ثم اتجه إلى طنطا ليأخذ التجويد والأحكام على يد الشيخ عبد الغني الشرقاوى، ابن قريته برما.

## بداياته مع القرآن
في الرابعة عشرة من عمره ذاع صيته بالقرى المجاورة، حتى وصل مدينة طنطا، فتوالت إليه الدعوات من القرى والمدن القريبة من قريته، للقراءة في شهر رمضان عام 1953م بقرية محلة القصب بمحافظة كفر الشيخ،[بحاجة لمصدر] وكان عمره: (15 سنة)، وكانت المهمة شديدة الصعوبة في البداية وسط منافسة من تربّعوا على عرش التلاوة في هذه البقعة بوسط الدلتا والوجه البحري عامة، ومحافظة الغربية خاصة، والتي نشأ فيها الشيخ راغب في ظل وجود الشيخ مصطفى إسماعيل، والشيخ محمود خليل الحصري، وكلاهما نشأ في إحدى قرى طنطا، والتي إحدى قراها قرية برما منشأ الشيخ راغب.
اتجه الشيخ راغب إلى قبلة العلم القرآني بمدينة طنطا، فالتحق بمعهد القراءات بالمسجد الأحمدي، وتوّلاه بالرعاية الشيخ إبراهيم الطبليهي، وفي ذلك يقول الشيخ راغب: «ووفقت لأن أجعل من وجود الشيخ مصطفى إسماعيل بمنطقتنا دافعاً ومثلاً أعلى فحاولت تقليده واتجهت إلى مدينة طنطا باحثاً عن عالم قراءات فوجهني أحد المعارف إلى رجل بالمعهد الأحمدي اسمه المرحوم الشيخ: إبراهيم الطبليهي الذي علمني التجويد والأحكام السليمة وقرأت عليه قراءة ورش وأهّلني لأن أكون قارئاً للقرآن كل يوم بالمسجد الأحمدي، وخاصةً بين أذان العصر والإقامة فالتفَّ الكثيرون من حولي وبفضل الله دخلت قلوب الكثير من الناس، ودعيت للسهر بمعظم قرى محافظة الغربية وعرفت بالمحافظات المجاورة مما جعلني أثق بنفسي تمام الثقة بالجهد والعرق والصبر والحرص الشديد على القرآن وتلاوته بتقوى والتزام". استطاع القارئ الشاب راغب مصطفى غلوش أن يصنع له مجداً وهو صغير قبل أن يبلغ الثامنة عشرة حتى جاء حق الدفاع عن الوطن وطلب للتجنيد وأداء الخدمة العسكرية والتي لا بد عنها فتقدم للتجنيد عام 1958م وكان عمره عشرين عاماً تم توزيعه على مركز تدريب بلوكات الأمن المركزي بالدراسة فيقول: "ونظراً لالتحاقي بقوات الأمن المركزي بالدراسة كنت أتردد دائماً على مسجد الإمام الحسين لأصلي وأتطلع لأن أقرأ ولو آية واحدة بأكبر مساجد مصر والقاهرة وأشهرها وكنت حريصاً على تقديم نفسي للمسؤولين عن المسجد حتى تتاح لي الفرصة لأقرأ عشراً أو أرفع الأذان في هذا المسجد الكبير فتعرفت على شيخ المسجد المرحوم الشيخ/ حلمي عرفة وقرأت أمامه ما تيسر من القرآن فأعجب بي جداً .. وذات يوم أفصحت له عما أتمناه وطلبت منه أن يسمح لي بالأذان وقراءة عشر قبل إقامة الصلاة. فقال لي: يا راغب إذا تأخر الشيخ طه الفشني فسيكون لك نصيب وتؤذن العصر وتقرأ العشر .. فدعوت الله من كل قلبي أن يتأخر الشيخ طه الفشني وكأن أبواب السماء كلها كانت مفتحة فاستجاب الله لي وتأخر الشيخ طه الفشني واقترب موعد الأذان فقال لي الشيخ حلمي جهز نفسك واستعد، وقال لملاحظ المسجد خذ راغب علشان يؤذن فأخذني وأوقفني بجوار الشيخ محمد الغزالي حتى انتهى من إلقاء الدرس بحلول موعد أذان العصر. كان وقتها الشيخ مصطفى إسماعيل يضيف عبارة في آخر الأذان ويقول: "الصلاة والسلام عليك يا نبي الرحمة يا ناشر الهدى يا سيدي يا رسول الله" فكنت أؤذن كما لو أن الشيخ مصطفى هو الذي يؤذن. كل ذلك وأنا مرتدي الزي العسكري الذي لفت أنظار الناس إليّ، وكان هذا في رمضان والصوت في الصيام يكون رحيماً وناعماَ وجميلاً عذباً، وقرأت العشر وبدأت بسورة الحاقة فانقلب جو المسجد إلى ما يشبه سرادقًا في ميدان واندمجت في التلاوة بتشجيع الناس لي والله يفتح عليك ويبارك فيك تاني الآية دي وقرأت آيات أكثر من مرة بناء على طلب الموجودين بالمسجد ووصل وقت التلاوة إلى أكثر من نصف ساعة. وعدت إلى المعسكر وفرحتي لا توصف وزادت ثقتي بنفسي مما جعل القائد يسلمني مسجد المعسكر كمسؤول عنه طوال مدة خدمتي.. وللحق كان القائد يسمح لي بالخروج في أي وقت فكنت أتردد كثيراً على مسجد الإمام الحسين واشتُهرت به وفرحت بذلك تمامًا لأنني أقرأ بمسجد يقرأ السورة به الشيخ محمود خليل الحصري ويؤذن به الشيخ طه الفشني ويلقي الدرس به والخطبة العالم الجليل الشيخ محمد الغزالي إنه لشرف عظيم يتمناه كل من هو في سني وكل من هو حافظ للقرآن».

## من المسجد الحسيني إلى الإذاعة المصرية
وفي مسجد الإمام الحسين بدأت أنطلق إلى ما كنت أحلم به تعرفت على كبار المسؤولين بالدولة وتقربت منهم وشجعوني على القراءة أمام الجماهير وكانوا سبباً في إزالة الرهبة من نفسي، وكانوا سبباً قوياً في كثير من الدعوات التي وجهت إليّ لإحياء مآتم كثيرة بالقاهرة زاملت فيها مشاهير القراء بالإذاعة أمثال الشيخ مصطفى إسماعيل، والشيخ عبد الباسط عبد الصمد والشيخ محمود خليل الحصري وغيرهم من مشاهير القراء.
وكان من بين رواد المسجد الحسيني الأستاذ محمد أمين حماد مدير الإذاعة المصرية آنذاك فقال له الحاضرون يا أستاذ إعط راغب كارت حتى يتمكن من دخول الإذاعة لتقديم طلب الالتحاق كقارئ بالإذعة وفعلاً أعطاني الكارت وقال تقابلني غداً بمكتبي بمبنى الإذاعة بالشريفين... ذهبت إلى مسجد الإمام الحسين فوجدت الشيخ حلمي عرفة وبصحبته اللواء صلاح الألفي واللواء محمد الشمّاع ووافق الثلاثة على الذهاب معي لمقابلة السيد مدير الإذاعة الذي أحسن إستقبالي بصحبتهم وكتبت الطلب وبه عنواني بالبلد وجاءني خطاب به موعد الاختبار كقارئ بالإذاعة المصرية وذلك قبل خروجي من الخدمة بشهر. وحسب الموعد ذهبت إلى الإذاعة ليتم اختباري أمام اللجنة ووجدت هناك حوالي 160 قارئاً فقالوا لي: أنت ضمن الحرس؟ لأنني كنت مرتدياً الزي العسكري – فقلت أنا زميل لكم وعندي إمتحان مثلكم فتعجبوا وقال بعضهم ندعوا الله لك بالتوفيق ثم نادى الموظف عليَّ في دوري المقرر فدخلت أمام لجنة القرآن لأن اللجنة كانت قسمين قسم للقرآن، والثاني للصوت فوجدتني أمام لجنة مكونة من كبار العلماء كالدكتور محمد أبوزهرة، والشيخ السنوسي، والدكتور عبد الله ماضي. ولجنة الصوت مكونة من الأستاذ محمود حسن إسماعيل الشاعر المعروف والأستاذ حسني الحديدي الإذاعي القدير والأستاذ محمد حسن الشجاعي، والدكتور أبوزهرة فقالوا لي: اقرأ من قوله تعال: { مَن جَاء بِالْحَسَنَةِ فَلَهُ عَشْرُ أَمْثَالِهَا وَمَن جَاء بِالسَّيِّئَةِ فَلاَ يُجْزَى إِلاَّ مِثْلَهَا وَهُمْ لاَ يُظْلَمُون (160) قُلْ إِنَّنِي هَدَانِي رَبِّي إِلَى صِرَاطٍ مُّسْتَقِيمٍ دِينًا قِيَمًا مِّلَّةَ إِبْرَاهِيمَ حَنِيفًا وَمَا كَانَ مِنَ الْمُشْرِكِينَ (161) قُلْ إِنَّ صَلاَتِي وَنُسُكِي وَمَحْيَايَ وَمَمَاتِي لِلّهِ رَبِّ الْعَالَمِينَ (162) } الأنعام. وكنت موفقاً وأثنى عليّ أعضاء اللجنة ونصحوني بالمحافظة على صوتي وكانت الساعة حوالي الواحدة صباحاً من السابعة مساء إلى الواحدة صباحاً ما بين انتظار دوري واختباري.. وبعد عشرين يوماً جاءني خطاب من الإذاعة بما حدث أثناء اختباري كقارئ بالإذاعة فأخذت الخطاب وذهبت إلى معهد القراءات بالأزهر وسألتهم عن مضمون الجواب وما قرره أعضاء اللجنة فقال لي شيخ المعهد يا راغب أنت نلت إعجاب كل أعضاء اللجنة والقرار يوضح ذلك ودرجاتك مرتفعة في الحفظ والتجويد والأحكام وأنت ستدخل تصفية لإجراء الصوت فقط. توجهت إلى دار الإذاعة بالشريفين وإطلعت على النتيجة فوجت أنني ضمن السبعة الناجحين من مائة وستين قارئاً ولنا تصفية للاختبار في الصوت ففرحت فرحة لا مثيل لها وكدت أطير من شدة الفرح والسعادة. واكتسبت ثقة بنفسي لا حدود لها لأنني قطعت ثلاثة أرباع المسافة في طريق الوصول إلى الإذاعة واقتربت جداً من الدخول بين كوكبة من مشاهير القراء بالإذاعة وكانوا كلهم أفذاذاَ ومشاهير وأصحاب شهرة عالية أمثال الشيخ مصطفى إسماعيل والشيخ محمد صديق المنشاوي، والشيخ طه الفشني، والشيخ عبد العظيم زاهر، والشيخ كامل يوسف البهتيمي، والشيخ عبد الباسط عبد الصمد، والشيخ محمود علي البنا وغيرهم من فحول القراء أصحاب المدارس المختلفة.. وبعد أقل من شهر دخلت اختبار التصفية وكان التوفيق حليفي فأديت أداءً رائعاً ورأيت علامات البشرى في وجوه أعضاء اللجنة فازددت طمأنينة وثباتاً وثقة بنفسي وزالت الرهبة ونسيت أنني أمام لجنة امتحان وقدمت كل ما لدي من جهد وإمكانات مع الحرص الشديد على الأحكام ونسى أعضاء اللجنة أنهم يختبرون قارئاً فتركوني أقرأ مدة طويلة فشعرت أنهم يسمعون القرآن إستحساناً وإعجاباً بصوتي وأدائي وبعد انتهائي من التلاوة جلست معهم بضع دقائق ولم يخفوا إعجابهم بصوتي وطريق الأداء فنصحوني بالمحافظة على صوتي وخاصة من التدخين وتناول المشروبات المثلجة فازداد أملي في النجاح.

## شاويش وقارئ بالإذاعة
بعد ذلك إنشغل بإنهاء إجراءات تسليم مهماته وإخلاء طرفي من بلوكات الأمن بانتهاء مدة تجنيدي التي لم يتبق عنها إلا عشرين يوماً قمت بعدها بالحصول على شهادة تأدية الخدمة الوطنية وأقيم لنا حفل بسيط في الوحدة أنا وزملائي الذين كانوا معي في التجنيد. لم أنس النتيجة النهائية لاعتمادي قارئاً بالإذاعة، ولم أتوقع ظهور النتيجة قبل شهرين أو ثلاثة على الأقل ولكنها ظهرت أثناء إنهائي إجراءات الخروج من الخدمة الوطنية بالأمن المركزي ولم أعلم إلا من هذا الموقف ((شاويش يدخل الإذاعة)).
حصلت على شهادة إنهاء الخدمة وذهبت إلى بلدتي ((برما)) فوجدت ما لم أتوقع قابلني أهل القرية مقابلة غريبة عليَّ.. الفرحة والسعادة تغمرهم ويقولون لي ألف مبروك يا راغب وإحتضنوني وكادوا يحملونني على أعناقهم كل هذا وأنا غير مصدق لما يحدث فقلت لهم: هو انتم عمركم ما شفتم عسكري خرج من الخدمة إلا أنا إيه الحكاية؟ فقالوا هو أنت ما سمعتش الخبر السعيد؟ فقلت لهم: وما هو الخبر السعيد؟ قالوا: صورتك وإسمك في كل الجرايد بالخط العريض). ((شاويش ومقرئ)) وسبحان الله الذي ثبت فؤادي وألهمني الصبر وتحمل هذا الخبر السعيد جداً جداًَ والذي جاء في وقته، وكأنه كان مكافأة إنهاء خدمتي الوطنية عام 1962م، إنه كان خبراً قوياً وشديداً يحتاج إلى عقل وصبر جميل لعدم الإفراط في الفرحة حتى لا تأتي بنتيجة عكسية ولما لا تكون فرحة كبرى وأنا في هذه السن التي لا تتعدى اثنين وعشرين عاماً وسأكون أصغر قارئ بالإذاعة في عصرها الذهبي وذلك عام 1962م.

## السفر إلى دول العالم
سافر الشيخ راغب إلى معظم دول العالم ومنها إيران، كل شهر رمضان على مدار 30 عاما متتالية، وأنه قام بتأدية الآذان الشيعي بإيران.
وجهت إليه الدعوات من دول عربية لإحياء المناسبات الرسمية وخاصة في الكويت والإمارات والسعودية. في السنوات الأخيرة فضل البقاء في مصر في شهر رمضان المبارك. وللشيخ راغب تسجيلا مرتلا يذاع بإذاعات دول الخليج العربي. وظل يتلو قرآن الفجر مرة كل شهر بأشهر مساجد مصر على الهواء مباشرة بالإضافة إلى تلاوته يوم الجمعة والمناسبات الدينية عبر موجات الإذاعة وشاشات التليفزيون.

## وفاته
توفي في 4 فبراير 2016 بعد مرض نقل إثره إلى أحد المستشفيات عن عمر يناهز 77 سنة.